# Iregszemcse
Iregszemcse è un comune dell'Ungheria centro-meridionale di 2 826 abitanti (dati 2008). È situato nella contea di Tolna.